# Nilesat
Nilesat (prononcé en anglais : /ˈnaɪlˌsæt/; arabe égyptien : [ˈnɑj(e)l ˈsæːt], نيلسات ou نيل سات) est un opérateur de satellites de télécommunications égyptien qui possède en 2009 deux satellites en orbite géostationnaire positionnés sur la longitude 7° Ouest (Nilesat 101 et Nilesat 102). Ces satellites, qui couvrent l'Afrique du Nord, le Proche-Orient et le Moyen-Orient, diffusent 436 chaînes de télévision. Il a commencé ses services de diffusion de la télévision et Internet par satellite en 1998.

## Satellites
- Nilesat 101 : lancé le 28 avril 1998 par une fusée Ariane 4 depuis le Centre spatial guyanais, par l'Agence spatiale européenne (ESA)[1]
- Nilesat 102 : lancé le 17 août 2000 par une fusée Ariane 4 depuis le Centre spatial guyanais, par l'ESA[2]
- Nilesat 103 : lancé le 27 février 1998 et d'abord nommé Hot Bird 4 (Eutelsat). Il est loué de 2005 à 2009 à Nilesat, et est maintenant dénommé Eutelsat 16B[3]
- Nilesat 201 : lancé le 4 août 2010 par une fusée Ariane 5 depuis le Centre spatial guyanais[4]
- Nilesat 301, commandé le 4 décembre 2019 à Thales Alenia Space pour une réalisation dans le Centre spatial de Cannes - Mandelieu[5].